# Tafern (Markt Indersdorf)
Tafern ist ein Ortsteil des Marktes Markt Indersdorf im oberbayerischen Landkreis Dachau.
Der Ort liegt fünfeinhalb Kilometer nördlich des Hauptortes Markt Indersdorf an der Kreisstraße DAH 16 und circa 39 Kilometer nordwestlich von München.

## Geschichte
Die Einöde Tafern wurde 1597 Täffern (Gastwirtschaft) genannt. Grundherrschaft und Gerichtsbarkeit lag bei der Hofmark Weichs. Später gehörte Tafern zur Gemeinde Ainhofen und seit dem 1. Januar 1972 zum Markt Markt Indersdorf.